# Louis Wuillem (peintre)
Louis Wuillem, né le 24 mars 1885 à Loverval et mort en 1958, est un artiste peintre belge paysagiste.

## Biographie
Louis François Marie Hubert Wuillem, né à Loverval le 24 mars 1885, est le fils du chantre Jean-Baptiste Wuillem et de Catherine Gillain. Louis Wuillem a épousé Léa Warichet qui lui a donné trois enfants.
Très tôt, son père, clerc organiste de l’église Saint-Hubert de Loverval, l’initie à la pratique de l'orgue, comme l'ont été les autres enfants de la famille. Il restera ainsi un musicien et organiste talentueux.
Avant la Première Guerre mondiale, il est l'élève de Raphaël Bauduin, peintre et pastelliste natif du Pays Noir.
Louis Wuillem devient instituteur en 1905. Il fait découvrir à ses élèves le dessin.
Au début de la Première Guerre mondiale, il rejoint l'armée belge en août 1914. Sur le front de l'Yser, il tombe malade et est hospitalisé en Normandie. Pour occuper son temps libre, il enseigne le français, s’occupe de comptabilité et transmet aux mutilés le goût de la peinture. Il intègre le groupe des artistes alliés qui envoient leurs toiles à Vernon, Rouen, Bordeaux et New York. En 1916 puis en 1918, Wuillem fait le voyage en Italie, d’où il ramène des pochades, études et esquisses. En 1918, il rencontre Claude Monet à Giverny.
En 1922, le peintre expose seul pour la première fois (pas moins de 60 tableaux) à la Laiterie du Bois à Loverval. Il exposait aussi ses toiles dans son atelier, rue du Calvaire à Loverval. S'ensuivent dans l'Entre-deux-guerres et, après la Seconde Guerre mondiale, des expositions à La Louvière, Châtelet, Couillet (en 1925), Charleroi, Tournai, Mons, Bruxelles, Liège, Namur et Gand.
En 1924, la Ville de Charleroi achète à Wuillem un de ces fameux « Coup de Vent » qui est sa spécialité. La Commune de Couillet se porte acquéreur de La Mare de Boinville, Crique et L'Amérique. En 1953, l’État Belge acquiert  Le Village de Soulme. La Ville de Charleroi se porte acquéreur de L’Entrée du Village ainsi que de cinq autres toiles.
Il était membre du Cercle artistique et littéraire de Charleroi et du cercle « Pour l'Art ».

## Style artistique
Ses œuvres sont au départ des portraits et des intérieurs pittoresques. Bientôt, il se réoriente vers les paysages, la nature, la campagne et le village. Peintre de plein air, il choisit des tons colorés et vifs ou des contrastes pour ses paysages animés par le vent. Il cherche à recréer des atmosphères comme un spectacle créé par les variations de la nature et le passage des saisons.
Il s'inspire de sa région de l'Entre-Sambre-et-Meuse, mais séjourne également en Campine, Normandie, Bretagne, Provence et Italie.
Il travaille dans un style tantôt pointilliste, tantôt réaliste, romantique ou impressionniste. Au fil des ans, il synthétise peu à peu son style.

## Hommages
Il reçoit en 1959 un hommage posthume au cours du salon annuel du Cercle artistique et littéraire de Charleroi.
En 2008, est organisée à Loverval une exposition consacrée à Louis Wuillem à l'occasion du cinquantenaire de son décès.

## Sélection d'œuvres
- Humbles Maisons, huile sur toile, 1927.
- Paysage d'hiver à Loverval, huile sur toile, 1929.
- Coup de Vent, huile sur toile, 1929.
- Le Grand Lac en Automne, huile sur toile, 1930
- L'Entrée du Village, huile sur toile, 1939.
- Pont de Ham-sur-Heure, huile sur toile.
- Ciel de Bretagne, huile sur toile, 1945.
- Iris, huile sur toile, huile sur toile, 1949.